# Rosario de Lerma

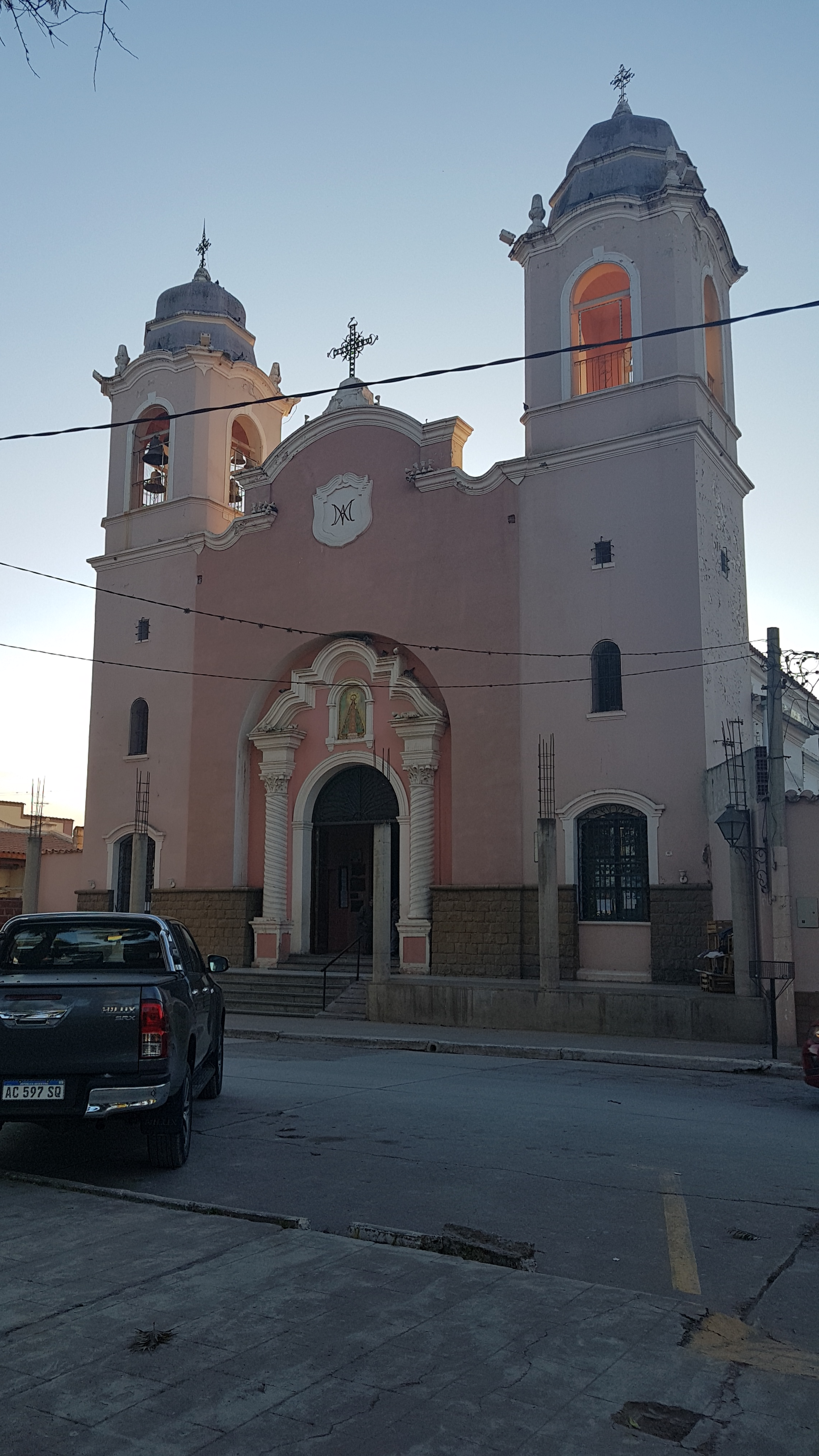
Iglesia Nuestra Sra. del Rosario.

Rosario de Lerma es una localidad ubicada en el noroeste de Argentina, en la Provincia de Salta. Es cabecera del departamento homónimo, y se encuentra a 37 km de la Ciudad de Salta, capital de la provincia.

## Población
Contaba con 17,871 habitantes (Indec, 2001), lo que representa un incremento del 35,9% frente a los 13,156 habitantes (Indec, 1991) del censo anterior.

## Historia
- 1802, se menciona como paraje “Rosario de los Cerrillos”. Se crea la “Parroquia del Rosario”, desprendiéndose ésta de la de Chicoana, de acuerdo a las directivas del Obispo Moscoso en 1773
- 1870, “Rosario de Lerma” aparece ese nombre
- 1875, en la Constitución de 1875 se menciona al Departamento con este nombre.
- Con su estación de ferrocarril (Ramal C-14) se inicia el recorrido férreo hacia Antofagasta, Chile. Esta línea férrea, una maravilla de ingeniería, permite unir a la Argentina con el Pacífico. Este proyecto se debió en su mayor parte a la acción del Diputado -luego Ministro de Obras Públicas de la Nación- Manuel R. Alvarado. En 1920 los técnicos de Ferrocarriles del Estado confirmaron la viabilidad del proyecto, por entonces con terminal proyectada en el paso de Huaytiquina, y aconsejaron su inmediata iniciación. Por aquellos años, el diputado nacional salteño, Manuel R. Alvarado, bregó en el Congreso Nacional en favor de su construcción como vía de salida de la producción del norte hacia los mercados de Asia. Merece destacarse su documentado libro «El Trasandino Norte». Se contrató entonces un grupo de expertos encabezado por el Ing. Richard Maury, y así la construcción comenzó en 1921.

## Geografía
El territorio de Rosario de Lerma está surcado de norte a sur por el río Rosario. Se distinguen 3 áreas: 
- área de serranías y montañas en la banda Oeste del río. Esta zona es inaccesible en gran parte y escasamente poblada.
- área de llanura fértil, en la banda Este del río. Esta zona es netamente agropecuaria, con predominio del tabaco. Viven 3.000 hab. en las diferentes fincas.
- área urbana, a 35 km al sudoeste de la Capital provincial, a 13 km al este de Cerrillos y a 11 km al sur de Campo Quijano. Está ubicada en el centro del área rural productiva de salta.

## Festejos
- 28 de abril: Batalla de Rosario de Lerma
- 7 de octubre: Fiesta Patronal. La parroquia Nuestra Señora del Rosario (Luis Güemes 56) celebra su fiesta patronal el sábado 8 de octubre.
- 15 de agosto: Fiesta de la Virgen del Tránsito (asunción de María a los cielos). Procesión con la Imagen venerada. La Imagen se hallaba en la finca El Tránsito de la familia Saravia por muchísimos años. En la década de 1930, por disposición de las autoridades de la Parroquia, cuando la finca pertenecía a la Sra. Luisa Saravia de Alvarado, fue llevada al templo de Rosario de Lerma.